# Siyəzən (raion)
Pour la ville, voir Siyəzən.
Siyəzən est un raion de l'Azerbaïdjan.

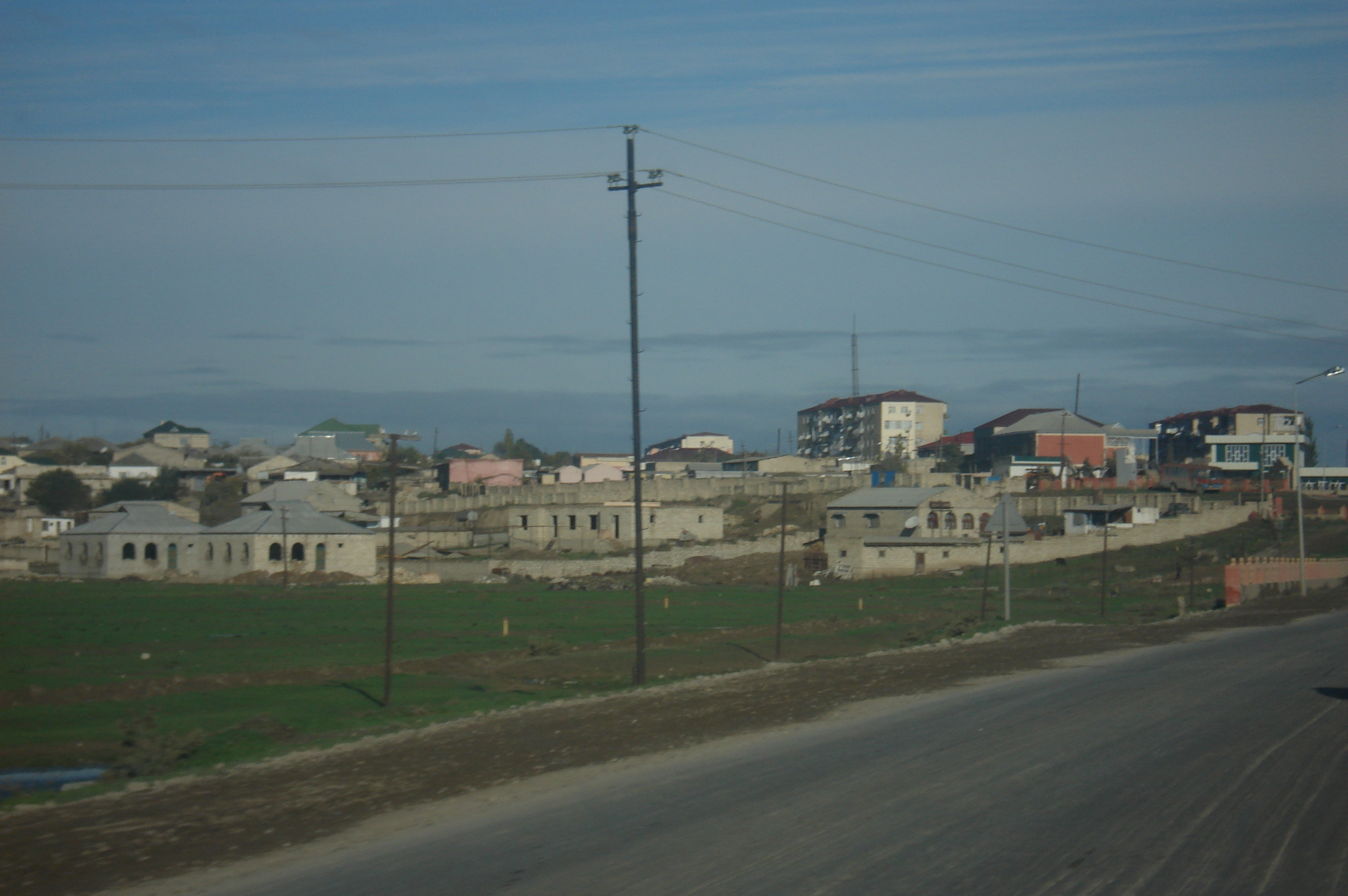
District de Siyazan